# 김희재 (작가)
김희재(1969년 2월 2일~)는 대한민국의 시나리오 작가이다. 학력은 한양대학교 연극영화과 학사, 추계예술대학교대학원 영상시나리오학과 석사학위를 받았다. 현재 추계예술대학교 영상 시나리오학과 교수로 재직 중이다. 김희재 작가는 국내 최초 천만관객을 돌파한 실미도를 비롯해 공공의 적 2, 홀리데이, 한반도 등 스릴러에서, 액션, 멜로, 실화를 바탕으로 한 대작에 이르기까지 장르를 초월하며 굵직굵직한 작품들을 써왔다. 더 뮤지컬은 '천만 작가'의 반열에 가장 먼저 올라선 김희재 작가의 극본으로 탄탄한 완성도까지 기대되는 작품이다. 추계예술대학교 대학원 석사 학위 논문은 실미도이다. 작품상 수상으로 2004년 41회 대종상영화제 각색상을 수상하였다.